# No sory
No sory – pierwszy singel polskiej piosenkarki Sanah z jej drugiego minialbumu, zatytułowanego Bujda. Singel został wydany 14 sierpnia 2020. Utwór napisali i skomponowali Zuzanna Jurczak i Jakub Galiński.
Kompozycja zdobyła dwie z czterech możliwych wyróżnień (za słowa do piosenki, a także za muzykę) w konkursie „Premier” podczas 57. Krajowego Festiwalu Piosenki Polskiej w Opolu. 
Utwór znalazł się na 1. miejscu listy AirPlay – Top, najczęściej odtwarzanych utworów w polskich rozgłośniach radiowych. Nagranie otrzymało w Polsce status diamentowego singla, przekraczając liczbę 100 tysięcy sprzedanych kopii.

## Geneza utworu i historia wydania
Piosenka została napisana i skomponowana przez Zuzannę Jurczak i Jakuba Galińskiego, który również odpowiada za produkcję piosenki.
Singel ukazał się w formacie digital download 14 sierpnia 2020 w Polsce za pośrednictwem wytwórni płytowej Magic Records w dystrybucji Universal Music Polska. Piosenka została umieszczona na drugim minialbumie Bujda i drugim albumie studyjnym Sanah – Irenka.
7 sierpnia 2020 przedpremierowo utwór został wykonany na żywo podczas koncertu w Sopocie. 22 sierpnia piosenka została zaprezentowana telewidzom stacji TVN w programie Dzień dobry wakacje. 
We wrześniu singel został zaprezentowany w konkursie „Premier” podczas 57. Krajowego Festiwalu Piosenki Polskiej w Opolu. Utwór zdobył dwie nagrody przyznane przez Stowarzyszenie Autorów ZAiKS (za muzykę i słowa do piosenki). 12 września 2020 wykonała piosenkę w magazynie śniadaniowym Pytanie na śniadanie. Na początku grudnia wystąpiła z singlem w finale 11. edycji The Voice of Poland. 14 kwietnia 2021 utwór w wersji akustycznej został wykonany w ramach cyklu „ZET Akustycznie”. 26 czerwca 2021 piosenka została zaprezentowana telewidzom stacji Polsat podczas Polsat SuperHit Festiwal 2021.
Utwór znalazł się na kilkunastu polskich składankach m.in. Bravo Hits: Jesień 2020 (wydana 2 października 2020), Fresh Hits Jesień 2020 (wydana 9 października 2020), Hity na czasie: Jesień 2020 (wydana 16 października 2020) i Hity na czasie: Zima 2021 (wydana 27 listopada 2020).

## „No sory” w stacjach radiowych
Nagranie było notowane na 1. miejscu w zestawieniu AirPlay – Top, najczęściej odtwarzanych utworów w polskich rozgłośniach radiowych.

## Teledysk
Do utworu powstał teledysk zrealizowany przez The Dreams Studio, który udostępniono w dniu premiery singla za pośrednictwem serwisu YouTube. Wideo znalazło się na 2. miejscu na liście najczęściej odtwarzanych teledysków przez telewizyjne stacje muzyczne.
28 września 2020 został opublikowany klip do alternatywnej wersji utworu.

## Lista utworów
- Digital download[2]

1. „No sory” – 3:04

- Digital download[21]

1. „No sory” (wersja alternatywna) – 4:29

## Notowania
| Kraj   | Lista (2020)                | Najwyższa pozycja |
| ------ | --------------------------- | ----------------- |
| Polska | AirPlay – Top               | 1                 |
| Polska | AirPlay – Nowości           | 1                 |
| Polska | AirPlay – TV                | 2                 |
| WNP    | Tophit City & Country Radio | 970               |

| Kraj   | Lista (2020)  | Pozycja |
| ------ | ------------- | ------- |
| Polska | AirPlay – Top | 37      |

## Certyfikaty
| Kraj          | Certyfikat       | Sprzedaż |
| ------------- | ---------------- | -------- |
| Polska (ZPAV) | diamentowa płyta | 100 000+ |

## Wyróżnienia
| Rok  | Konkurs                  | Kategoria                                             | Rezultat     |
| ---- | ------------------------ | ----------------------------------------------------- | ------------ |
| 2020 | 57. KFPP w Opolu         | Premiery (nagroda za muzykę)                          | Wygrana      |
| 2020 | 57. KFPP w Opolu         | Premiery (nagroda za słowa do piosenki)               | Wygrana      |
| 2020 | Top 50 Poplisty RMF FM   | 50 najczęściej notowanych utworów na Popliście w 2020 | 15. miejsce  |
| 2020 | Gorąca 100               | 100 największych hitów 2020                           | 100. miejsce |
| 2020 | Przebój roku RMF FM 2020 | Przebój roku                                          | 17. miejsce  |